# Please Don't Go
Please Don't Go is een nummer van de Amerikaanse band KC and The Sunshine Band uit 1979. Het is de tweede single van hun zesde studioalbum Do You Wanna Go Party?.
De single werd een grote hit in thuisland de Verenigde Staten. De plaat haalde de nummer 1-positie in de Billboard Hot 100 en was daarmee dan ook de eerste nummer 1-hit van de jaren 80. Kort nadat het nummer deze positie heeft bereikt, verlaat Harry Wayne Casey de groep om een solocarrière op te bouwen.
In Nederland werd de plaat op maandag 29 oktober 1979 door dj Frits Spits in het radioprogramma De Avondspits verkozen tot de 66e NOS Steunplaat van de week op Hilversum 3. De plaat werd een grote hit en bereikte in zowel de Nederlandse Top 40 als de TROS Top 50 de 6e positie en de 7e positie in de Nationale Hitparade. In de Europese hitlijst op Hilversum 3, de TROS Europarade, werd de 21e positie bereikt
In België bereikte de plaat de 8e positie in de Vlaamse Radio 2 Top 30 en de 9e positie in de Vlaamse Ultratop 50.

## Hitnoteringen

### Nederlandse Top 40
| Hitnotering: 24-11-1979 t/m 26-01-1980 | Hitnotering: 24-11-1979 t/m 26-01-1980 | Hitnotering: 24-11-1979 t/m 26-01-1980 | Hitnotering: 24-11-1979 t/m 26-01-1980 | Hitnotering: 24-11-1979 t/m 26-01-1980 | Hitnotering: 24-11-1979 t/m 26-01-1980 | Hitnotering: 24-11-1979 t/m 26-01-1980 | Hitnotering: 24-11-1979 t/m 26-01-1980 | Hitnotering: 24-11-1979 t/m 26-01-1980 | Hitnotering: 24-11-1979 t/m 26-01-1980 | Hitnotering: 24-11-1979 t/m 26-01-1980 |
| Week                                   | 1                                      | 2                                      | 3                                      | 4                                      | 5                                      | 6                                      | 7                                      | 8                                      | 9                                      |                                        |
| -------------------------------------- | -------------------------------------- | -------------------------------------- | -------------------------------------- | -------------------------------------- | -------------------------------------- | -------------------------------------- | -------------------------------------- | -------------------------------------- | -------------------------------------- | -------------------------------------- |
| Nummer                                 | 25                                     | 14                                     | 8                                      | 7                                      | 6                                      | 7                                      | 12                                     | 20                                     | 34                                     | uit                                    |

### Nationale Hitparade
| Hitnotering: 17-11-1979 t/m 09-02-1980 | Hitnotering: 17-11-1979 t/m 09-02-1980 | Hitnotering: 17-11-1979 t/m 09-02-1980 | Hitnotering: 17-11-1979 t/m 09-02-1980 | Hitnotering: 17-11-1979 t/m 09-02-1980 | Hitnotering: 17-11-1979 t/m 09-02-1980 | Hitnotering: 17-11-1979 t/m 09-02-1980 | Hitnotering: 17-11-1979 t/m 09-02-1980 | Hitnotering: 17-11-1979 t/m 09-02-1980 | Hitnotering: 17-11-1979 t/m 09-02-1980 | Hitnotering: 17-11-1979 t/m 09-02-1980 | Hitnotering: 17-11-1979 t/m 09-02-1980 | Hitnotering: 17-11-1979 t/m 09-02-1980 | Hitnotering: 17-11-1979 t/m 09-02-1980 | Hitnotering: 17-11-1979 t/m 09-02-1980 |
| Week                                   | 1                                      | 2                                      | 3                                      | 4                                      | 5                                      | 6                                      | 7                                      | 8                                      | 9                                      | 10                                     | 11                                     | 12                                     | 13                                     |                                        |
| -------------------------------------- | -------------------------------------- | -------------------------------------- | -------------------------------------- | -------------------------------------- | -------------------------------------- | -------------------------------------- | -------------------------------------- | -------------------------------------- | -------------------------------------- | -------------------------------------- | -------------------------------------- | -------------------------------------- | -------------------------------------- | -------------------------------------- |
| Nummer                                 | 44                                     | 24                                     | 12                                     | 7                                      | 9                                      | 9                                      | 8                                      | 8                                      | 10                                     | 12                                     | 12                                     | 37                                     | 42                                     | uit                                    |

### NPO Radio 2 Top 2000
| Nummer met noteringen in de NPO Radio 2 Top 2000 | '99  | '00 | '01  | '02  | '03 | '04  | '05  | '06  | '07 | '08  |
| ------------------------------------------------ | ---- | --- | ---- | ---- | --- | ---- | ---- | ---- | --- | ---- |
| Please Don't Go                                  | 1411 | 863 | 1352 | 1852 | -   | 1824 | 1983 | 1892 | -   | 1991 |

1. ↑  Een '-' betekent dat het nummer niet was genoteerd en een vetgedrukt getal geeft de hoogste notering aan.
2. ↑  Deze tabel is bijgewerkt tot en met de meest recente editie (2024).

## Versie van Double You
In 1992 bracht de Italiaanse eurodancegroep Double You een danceversie uit van Please Don't Go. Deze versie werd in veel Europese landen een grote hit. In Italië, het thuisland van Double You, haalde het de 6e positie.
In Nederland was de plaat op vrijdag 10 april 1992 Veronica Alarmschijf op Radio 3 en werd een gigantische hit. De plaat bereikte in zowel de Nederlandse Top 40 als de Nationale Top 100 de nummer 1-positie.
In België wist de plaat eveneens de nummer 1-positie te bereiken in zowel de Vlaamse Ultratop 50 als de Vlaamse Radio 2 Top 30 en scoorde het beter dan de originele versie van KC & the Sunshine Band.
Een paar maanden later werd er opnieuw een danceversie van het nummer uitgebracht, ditmaal door de Britse danceact KWS. Deze versie wist in thuisland het Verenigd Koninkrijk de nummer 1-positie van de UK Singles Chart te bereiken en was ook in een aantal andere Europese landen, de Verenigde Staten en Oceanië succesvol. In Nederland en Vlaanderen wist de uitvoering van KWS echter geen hitlijsten te behalen.

### Hitnoteringen

#### Nederlandse Top 40
| Hitnotering: 18-04-1992 t/m 18-07-1992 | Hitnotering: 18-04-1992 t/m 18-07-1992 | Hitnotering: 18-04-1992 t/m 18-07-1992 | Hitnotering: 18-04-1992 t/m 18-07-1992 | Hitnotering: 18-04-1992 t/m 18-07-1992 | Hitnotering: 18-04-1992 t/m 18-07-1992 | Hitnotering: 18-04-1992 t/m 18-07-1992 | Hitnotering: 18-04-1992 t/m 18-07-1992 | Hitnotering: 18-04-1992 t/m 18-07-1992 | Hitnotering: 18-04-1992 t/m 18-07-1992 | Hitnotering: 18-04-1992 t/m 18-07-1992 | Hitnotering: 18-04-1992 t/m 18-07-1992 | Hitnotering: 18-04-1992 t/m 18-07-1992 | Hitnotering: 18-04-1992 t/m 18-07-1992 | Hitnotering: 18-04-1992 t/m 18-07-1992 | Hitnotering: 18-04-1992 t/m 18-07-1992 |
| Week                                   | 1                                      | 2                                      | 3                                      | 4                                      | 5                                      | 6                                      | 7                                      | 8                                      | 9                                      | 10                                     | 11                                     | 12                                     | 13                                     | 14                                     |                                        |
| -------------------------------------- | -------------------------------------- | -------------------------------------- | -------------------------------------- | -------------------------------------- | -------------------------------------- | -------------------------------------- | -------------------------------------- | -------------------------------------- | -------------------------------------- | -------------------------------------- | -------------------------------------- | -------------------------------------- | -------------------------------------- | -------------------------------------- | -------------------------------------- |
| Nummer                                 | 16                                     | 4                                      | 2                                      | 2                                      | 2                                      | 1                                      | 1                                      | 3                                      | 4                                      | 7                                      | 11                                     | 16                                     | 22                                     | 27                                     | uit                                    |

#### Nationale Top 100
| Hitnotering: 04-04-1992 t/m 22-08-1992 | Hitnotering: 04-04-1992 t/m 22-08-1992 | Hitnotering: 04-04-1992 t/m 22-08-1992 | Hitnotering: 04-04-1992 t/m 22-08-1992 | Hitnotering: 04-04-1992 t/m 22-08-1992 | Hitnotering: 04-04-1992 t/m 22-08-1992 | Hitnotering: 04-04-1992 t/m 22-08-1992 | Hitnotering: 04-04-1992 t/m 22-08-1992 | Hitnotering: 04-04-1992 t/m 22-08-1992 | Hitnotering: 04-04-1992 t/m 22-08-1992 | Hitnotering: 04-04-1992 t/m 22-08-1992 | Hitnotering: 04-04-1992 t/m 22-08-1992 | Hitnotering: 04-04-1992 t/m 22-08-1992 | Hitnotering: 04-04-1992 t/m 22-08-1992 | Hitnotering: 04-04-1992 t/m 22-08-1992 | Hitnotering: 04-04-1992 t/m 22-08-1992 | Hitnotering: 04-04-1992 t/m 22-08-1992 | Hitnotering: 04-04-1992 t/m 22-08-1992 | Hitnotering: 04-04-1992 t/m 22-08-1992 | Hitnotering: 04-04-1992 t/m 22-08-1992 | Hitnotering: 04-04-1992 t/m 22-08-1992 | Hitnotering: 04-04-1992 t/m 22-08-1992 | Hitnotering: 04-04-1992 t/m 22-08-1992 |
| Week                                   | 1                                      | 2                                      | 3                                      | 4                                      | 5                                      | 6                                      | 7                                      | 8                                      | 9                                      | 10                                     | 11                                     | 12                                     | 13                                     | 14                                     | 15                                     | 16                                     | 17                                     | 18                                     | 19                                     | 20                                     | 21                                     |                                        |
| -------------------------------------- | -------------------------------------- | -------------------------------------- | -------------------------------------- | -------------------------------------- | -------------------------------------- | -------------------------------------- | -------------------------------------- | -------------------------------------- | -------------------------------------- | -------------------------------------- | -------------------------------------- | -------------------------------------- | -------------------------------------- | -------------------------------------- | -------------------------------------- | -------------------------------------- | -------------------------------------- | -------------------------------------- | -------------------------------------- | -------------------------------------- | -------------------------------------- | -------------------------------------- |
| Nummer                                 | 100                                    | 74                                     | 23                                     | 4                                      | 2                                      | 1                                      | 1                                      | 1                                      | 1                                      | 1                                      | 5                                      | 6                                      | 9                                      | 11                                     | 13                                     | 19                                     | 26                                     | 35                                     | 47                                     | 68                                     | 94                                     | uit                                    |

## Versie van Basshunter

### Tracklist
- Download (19 mei 2008)

1. Please Don't Go (Radio Edit) - 2:58
2. Please Don't Go (DJ Alex Extended Mix) - 5:00
3. Please Don't Go (Wideboys Remix) - 5:37
4. Please Don't Go (Ultra DJ's Remix) - 4:39
5. Please Don't Go (Wideboys Edit) - 2:41

- 12" (11 juni 2008)

A1. Please Don't Go (DJ Alex Extended Mix) - 4:58
A2. Please Don't Go (Wideboys Remix) - 5:35
B1. Please Don't Go (Discotronic Remix) - 5:13
B2. Please Don't Go (Ultra DJ's Remix) - 4:37

### Hitnoteringen
| Hitlijst       | Datum van binnenkomst | Hoogste positie | Aantal weken | Laatste notering |
| -------------- | --------------------- | --------------- | ------------ | ---------------- |
| Zweedse Top 60 | 29-05-2008            | 6               | 7            | 10-07-2008       |